# Каґаміне Рін/Лен
Каґаміне Рін/Лен (яп. 鏡音リン・レン), офіційна кодова назва CV02, це пара програм Vocaloid, що були розроблені Crypton Future Media, з головним офісом у Саппоро, Японія. Їх офіційні антропоморфні персонажи це пара близнюків, хлопчик та дівчинка, названі відповідно Лен та Рін Вони використовують технологію синтезу голосу Vocaloid 2 та Vocaloid 4, що була розроблена Yamaha. Їхні голоси використовують семпли голосу акторки озвучування Асамі Шімоди. Вони виступали на живу разом, як віддзеркалені зображення один одного.
Їхня офіційна кодова назва, CV02, вказує на їхню позицію як других Вокалоїдів, створених Crypton Future Media у серії «Character Vocal Series» (скорочено «CV Series»), наступники Хацуне Міку (кодова назва CV01 ) і попередники Меґуріне Луки (кодова назва CV03 ). Зверніть увагу на номер 02 на лівому плечі Рін на її офіційній ілюстрації.

## Розробка
Рін та Лен були розроблені Crypton Future Media з використанням технології Vocaloid 2 створеною Yamaha. Їхні голоси були створені шляхом взяття вокальних семплів від акторки озвучування Асамі Шімоди з контрольованою висотою та тоном. Вони є другим випуск у «Character Vocal Series» (скорочено «CV Series»), до якого увійшли інші вокалоїди створені Crypton Future Media: Хацуне Міку та Меґуріне Лука. Рін була проілюстрована першою, а Лен був створений, щоб відповідати їй, дотримуючись концепції розробників. 
Вони отримали змішані рецензії від користувачів, оскільки в порівнянні з Хацуне Міку їх вважали набагато складнішими у використанні. Асамі Шімода зазначила, що вона часто отримувала коментарі від шанувальників Vocaloid про те, що голос Рін лунає в їхніх головах та викликає запаморочення, тоді як вищі діапазони Лена не до вподоби тим, хто не дуже любить цю пару. 
Незважаючи на те, що він був випущений як чоловічий персонаж, під час розробки VY2 вокал Рюто чи Лена не класифікувався як «чоловічий вокал» і через це не вважалися здатними використовувати низькі тони. У результаті він і Рюто не згадувалися в розробці VY2. 

### Додаткове програмне забезпечення
Через низку скарг і проблем з оригінальним вокалом його замінили пакетом ACT2. Цей пакет діяв незалежно від оригінального пакета.  У ньому було приділено увагу проблемі щодо їх здатності чітко вокалізувати. Люди, які придбали стару версію, могли отримати оновлений диск до 20 вересня 2008 року 
У 2010 році після виходу Hatsune Miku Append для Хацуне Міку, Kagamine Rin/ Len Append було випущено для Рін та Лен. Додатками Рін є «Потужний», «Теплий» і «Солодкий», тоді як додатками Лена є «Потужний», «Холодний» і «Серйозний». 
Оновлення, Kagamine Rin/Len V4X було випущено для Vocaloid 4 24 грудня 2015 року. Цей пакет містить шість японських вокалів, три для Рін і три для Лена. Вони оновлені на основі старого Append вокалу з Vocaloid 2. Вокали Рін: «Потужний E.V.E.C.», «Теплий» і «Солодкий», а вокал Лена: «Потужний E.V.E.C.», «Холодний» і «Серйозний». Покращений Контроль Виразності Голосу (англ. Enhanced Voice Expression Control) або E.V.E.C. — це нова система, розроблена для Piapro Studios, яка дозволяє делікатно змінювати звучання фонетичних звуків. Є два варіанти вокалу E.V.E.C.: «Потужний» і «М'який». Усі вокали Рін і Лена можуть використовувати нову систему перехресного синтезу (XSY), розроблену для Vocaloid 4, але обмежені можливістю робити це лише з іншим вокалом назначеного для «Рін» або «Лен». Рін і Лен отримали англійський вокал, який був випущений того ж дня, що й японський вокал. Ці вокали доступні окремо для завантаження або в комплекті з японським вокалом.

## Продажі
При першому випуску було продано 20 000 копій.  Набір Kagamine Append був випущений і посів відразу п’яте місце в грудні 2010 року, в день його випуску. 

## Характеристики
Під час розробки початкова концепція Crypton полягала в тому, щоб створити пару жіночого та чоловічого вокалу. Першою ідеєю для цієї концепції були подвійний голоси дівчини та її дзеркальне відображення протилежної статі. Crypton Future Media мали намір поширювати їх образ як близнюків, але ця ідея не була прийнята, і їхні стосунки залишилися непідтвердженими. 
Побачивши багато робіт, які по-різному зображують їхні стосунки, Crypton оголосили в інтерв’ю журналу, що ті відповідають їхньому ідеалу. Останнім їх оголошенням було те, що вони не є ні близнюками, ні коханцями. У популярних піснях їх зображували як і близнюками так і коханцями. Прикладами цього є «Daughter of Evil» та «Servant of Evil» створені Mothy, де вони зображені як близнюки, а також «Feathers Across the Seasons» Hitoshizuku-P x Yama, де вони зображені як подружня пара. Обидва були представлені в офіційних ЗМІ; Story of Evil було представлено на Mikupa 2011 у Саппоро, а Feathers Across the Seasons — у Miku Symphony 2018–2019.
Компанії мерчендайзу, такі як Goodsmile, використовуватимуть слово «двійник» в описі персонажів на деяких продуктах або не використовуватимуть взагалі в інших продуктах.   Офіційний веб-сайт Crypton рекламує їх як «потужний і чарівний подвійний вокал». Однак йдеться про вокал, а не про самих персонажів. 
Під час виробництва Vocaloid 2 Append Ватару Сасакі описав їх як одну душу між двома тілами, що мають лише один спільний Append, "Потужний".
Для своїх додатків Ватару хотів, щоб вони мали відчуття прозорості в своєму дизайні. Щоб уточнити, що він мав на увазі під цим, він заявив, що «прозорість» стосується їхніх сердець. 
Для дизайну V4X Рін отримала більш сріблястий/білий вигляд, щоб надати її зовнішності новизни. Дизайн також більшою мірою ґрунтувався на синтезаторі  EOS B700, а не на KX5, оскільки він його колір біліший. Крім того, було використано більше стандартних музичних символів синтезатора.
| Вік             | 14 років  |
| День народження | 27 грудня |
| Зріст           | 152 см    |
| Вага            | 43 кг     |

| Append   | Пропонований темп        | Пропонований вокальний діапазон |
| -------- | ------------------------ | ------------------------------- |
| ACT2     | 85-175 ударів на хвилину | F♯3-C♯5                         |
| Потужний | 65-170 ударів на хвилину | F3-B4                           |
| Теплий   | 60-160 ударів на хвилину | F3-B4                           |
| Солодкий | 55-155 ударів на хвилину | G3-C5                           |

| V4X         | Пропонований темп        | Пропонований вокальний діапазон |
| ----------- | ------------------------ | ------------------------------- |
| Потужний    | 50-170 ударів на хвилину | F2-E4                           |
| Теплий      | 50-160 ударів на хвилину | F2-C4                           |
| Солодкий    | 55-155 ударів на хвилину | G2-D4                           |
| Англійський | 55-155 ударів на хвилину | G2-B3                           |

| Вік             | 14 років  |
| День народження | 27 грудня |
| Зріст           | 156 см    |
| Вага            | 47 кг     |

| Append   | Пропонований темп        | Пропонований вокальний діапазон |
| -------- | ------------------------ | ------------------------------- |
| ACT2     | 70-160 ударів на хвилину | D3-C♯5                          |
| Потужний | 65-170 ударів на хвилину | A2-D4                           |
| Холодний | 60-160 ударів на хвилину | B2-C4                           |
| Серйозно | 55-155 ударів на хвилину | A2-C4                           |

| V4X         | Пропонований темп        | Пропонований вокальний діапазон |
| ----------- | ------------------------ | ------------------------------- |
| Потужний    | 60-170 ударів на хвилину | D2-D4                           |
| Холодний    | 60-160 ударів на хвилину | E2-C4                           |
| Серйозний   | 55-155 ударів на хвилину | F2-C4                           |
| Англійський | 55-155 ударів на хвилину | E2-G#3                          |

## Зовнішні посилання
- Офіційна сторінка Rin/Len V4X від Crypton Future Media
- Офіційна сторінка Rin/Len Append від Crypton Future Media
- Офіційна сторінка Каґаміне Рін/Лен